# Divatte-sur-Loire
Divatte-sur-Loire es una comuna nueva francesa situada en el departamento de Loira Atlántico, de la región de Países del Loira.

## Historia
Fue creada el 1 de enero de 2016, en aplicación de una resolución del prefecto de Loira Atlántico de 20 de octubre de 2015 con la unión de las comunas de Barbechat y La Chapelle-Basse-Mer, pasando a estar el ayuntamiento en la antigua comuna de La Chapelle-Basse-Mer.

## Demografía
| Gráfica de evolución demográfica de Divatte-sur-Loire entre 1800 y 2013 |
|                                                                         |

Los datos entre 1800 y 2013 son el resultado de sumar los parciales de las dos comunas que forman la nueva comuna de Divatte-sur-Loire, cuyos datos se han cogido de 1800 a 1999, para las comunas de Barbechat y La Chapelle-Basse-Mer de la página francesa EHESS/Cassini. Los demás datos se han cogido de la página del INSEE.

## Composición
| Comuna delegada       | Código INSEE | Población (2013) | Superficie (km²) | Densidad (hab./km²) |
| --------------------- | ------------ | ---------------- | ---------------- | ------------------- |
| Barbechat             | 44008        | 1339             | 11.76            | 114                 |
| La Chapelle-Basse-Mer | 44029        | 5256             | 22.14            | 237                 |